# シャルロッテ・スロッツベリ
シャルロッテ（グスタファ・シャルロッタ）・スロッツベリ（Charlotte（Gustava Charlotta）Slottsberg、1760年5月29日 - 1800年5月29日）は、スウェーデンのバレエダンサーである。スウェーデン王立バレエ団で最初のスウェーデン人ダンサーの一人として知られる。また、クルチザンヌとして、また即位前のカール13世の愛人としても知られている。スウェーデン王立バレエ団における最初のスウェーデン人スターであった。

## 人生
かつら職人のアンドレアス・スロッツベリとダンサーのロヴィーサ・シャルロッタ・シュムバルトの一人娘としてストックホルムに生まれた。生家は貧しかったと言われる。
母と母方の叔母らは両方ともダンサーとして活動しており、シャルロッテも彼女らから手ほどきを受けたと考えられる。また、確認できる史料はないものの、子供時代に彼女らと共演したと伝えられている。父はフランスのデュ・ロンデル劇場で仕事をしたことがあり、シャルロッタもその縁でルイ・ガロディエとの知遇を得て幼い頃からフランスのバレエ学校で学び、1768年、8歳のときにウルリクスダール宮殿のコンフィデンセンでデビューした。1771年10月には母「マダム・スロッツベリ」と2人の叔母は、どちらもフランスの劇場のバレエ団員に名を連ねている。

### バレエダンサーとして
1771年に戴冠したグスタフ3世は自国民からなる劇団を作るべく、フランスから招いていたデュ・ロンデル劇場を解散させたが、そこに所属していたバレエダンサーの多くは、シャルロッテやその母親と叔母らとともに新たに設立されたスウェーデン王立バレエ団に移された。スウェーデン王立バレエ団とスウェーデン王立歌劇場の創設当初は、特にバレエの訓練を受けたスウェーデン人の演者はほとんどおらず、主にフランスとイタリアから雇い入れたダンサーが、スウェーデン王立バレエ団の第一世代ダンサーの教育に当たった。そのほとんどは宮廷に仕えるスウェーデン人や音楽家の子弟であった。1773年に行われた最初のバレエ公演において、シャルロッテとマグダレナ・ルンドブラッドは数少ない「訓練を受けたスウェーデン人ダンサー」の一人であったと言われている。
1773年1月18日にはスウェーデン王立歌劇場の杮落とし公演として行われたフランチェスコ・アントニオ・ウッティーニの有名なオペラ『Thetis och Pélée』に出演し、「愛」役で友人のベティ・オーリンとともに「美徳」役を演じた。カール・クリストファー・ジョーウェルは、その際のシャルロッテを「春の日と同じくらい美しい」と称賛し、「我らが初々しいスロッツベリ嬢は、ヨーロッパで最も偉大なダンサーの1人となり、ロイヤル・ボックスからの絶えることない拍手なしに劇場に足を踏み入れることはなかった」と評している。
シャルロッテは、スウェーデンのバレエの主役をエリザベス・ソリニーやジョヴァンナ・バッシなどの外国人ダンサーが占めていた時代にあって、間違いなくスウェーデン初のスウェーデン人スター・ダンサーであった。男性ダンサーのスターであったアントワーヌ・ブルノンヴィルのお気に入りのパートナーでもあり、1786年/1787年シーズンには首席バレリーナに任命された。
1777年/1778年シーズンではグレトリの『Procris och Cephal（プロクリスとケパロス）』でオーロラ役を演じ、カール・ステンボリとロヴィーサ・アウグスティと共演した。1786年/1787年シーズンにはジャン・マルカデのパントマイム・バレエ『La Rosiére de Salency』のルシール役でアントワーヌ・ブルノンヴィルとカルロ・ウッティーニと共演。続く1787年/1788年シーズンにはグスタフ3世によるオペラ『グスタフ・アドルフとエッバ・ブラーエ（Gustav Adolf och Ebba Brahe）』のルイ・ガロディエが振り付けたバレエでベローナ役を演じ、パラス役のジョヴァンナ・バッシと共演した。1773年/1774年シーズンのラース・ラリンによるオペラ『Acis och Galathea』では、このオペラで満場の喝采を浴びた数少ない演者の一人となった。1789年9月22日には、ボルフセットの王立演劇場でヨーゼフ・マルティン・クラウスの戯曲『Soliman och de tre sultaninnorna（ソリマンと3人のスルタネス）』のエルマイラ役を演じた。

### クルチザンヌ
シャルロッテは、バレエダンサーとしてだけではなく、一級のクルチザンヌとしても知られており、経済面で恩恵をもたらした裕福な愛人が何人かいたことが分かっている。母と母方の叔母2人も娼婦であったと伝わっている。すでに1774年、14歳のときにオーストリア大使のヨーゼフ・クレメンス・フォン・カウニッツ＝リートベルク伯爵の愛人であったとされ、これは父の借金を助けるためであったと伝えられている。他の愛人としては政治家のフレドリク・シュパラー伯爵とカール・ウィルヘルム・シーレが知られており、さらに貴族や政治家、外交官が何人かいたという。
1777年からグスタフ3世の弟セーデルマンランド公カールの愛人であり、これはすべての愛人のうちで最も有名な人物である。その関係は約20年に渡って付いたり離れたりしながら続いたが、スキャンダルとしてカールの評判に影を落とすこととなった。カールの弟フレデリク・アドルフの愛人でバレエ団の同僚でもあったソフィー・ハーグマンとは異なり、シャルロッテはクルチザンヌとしての評判のために宮廷に出仕したり公妾の地位を認められることは決してなかった。シャルロッテとカールの関係は、ハーグマンとフレドリク・アドルフとの関係とは異なり、決して公的に認められるものではなかったのである。なぜならカールはシャルロッテと愛人関係にある間だけでもシャルロッテ・エッカーマンやフランソワーズ＝エレオノーレ・ヴィランなどと関係を持っていたし、シャルロッテ自身もカール以外によく知られた愛人が何人もいるなど、どちらも複数の愛人を抱えていたからである。しかし、それにもかかわらずシャルロッテはカールの「ハーレム」の「お気に入りのスルタネス」と呼ばれ、カールは必ず最後にはシャルロッテの元に戻ってきた。ヨハン・マグヌス・アフ・ノルディンはシャルロッテを「側室、公爵副夫人または摂政夫人」などと呼んだ。
シャルロッテは、カールへの影響力のために敵意を集めることになった。シャルロッテはカールの文化への興味を目覚めさせて戯曲を書くよう勧め、共にシャンパンを嗜もうと誘い、カールが落ち込んだときには元気づけたと言われている。1790年にはカールによい影響を与える見返りにグスタフ3世から手当を与えられたと噂され、カールの妹ソフィア・アルベルティーナの1790年4月13日付の手紙では「彼（カール）はまったく盲目で、汚らわしいスロッツベリ、彼を支配してこれらすべての愚かしい行いをさせる女に籠絡されている。彼女は王から年金を与えられて買収されており、王は公にして欲しいことのすべてを彼女に伝えるのだ。」と言及されている。
シャルロッテが持つカールへの影響力に対する嫌悪は、1792年から1796年にかけてカールが国王に即位した甥グスタフ4世アドルフの摂政だった時期により激しくなった。カールの摂政の地位は名ばかりで、実権はグスタフ・アドルフ・ロイターホルムにあったが、シャルロッテがロイターホルムに会ったことがあるか、あるいは実際に影響力を持っていたかどうかは不明ながら、その名前が政治討論で言及されることもしばしばあった。極めて不人気な奢侈禁止令が出されて絹とコーヒーが禁止されたとき、世論は上流階級がこの法律を無視していることをあげつらい、「スロッツベリとレフ（エウフロシーネ・レフ。フレドリク・アドルフの愛人）が絹やありとあらゆる装飾品を身に着けている限り、ストックホルムではこういった品物は禁止されるべきでない、と声高に叫ばれていた」。摂政カールに対する陰謀の罪で有罪とされたマグダレナ・ルーデンショルドがさらし台に架けられた際には、群衆から代わりにシャルロッテ・スロッツベリを立たせるべきだと声が上がったと伝えられ、シャルロッテの馬車が襲撃される事件が起こった。
カールはシャルロッテに名誉称号Överfataburshustruを与えた。これは宮廷でリネンや織物の管理を行う、貴族ではない女性に与えられる官職である Fataburshustru の長という意味であるが、実際のところ何か実体があるわけではなく、単なる称号に過ぎなかった。さらに1795年、カールは宮廷にお披露目された貴婦人に許される7つのガラス窓を備えた馬車をカールの衛兵付きで使うことをシャルロッテに許した。これに公妃ヘートヴィヒ・エリーザベトが大いに抗議してスキャンダルとなり、宮廷にはシャルロッテに対する嫌悪感が広がった。カールは摂政としての立場からシャルロッテとの関係を人目に付かないようにせざるを得なくなり、この形の馬車や自らの従者を使わせることを諦めた。
その後、1797年にシャルロッテとカールの関係はついに終わった。

### 私生活
愛人との関係から、シャルロッテはかなりの財産を手に入れていた。ストックホルムの豪華な内装のアパートに住み、ウルリクスダール宮殿にほど近いイェルヴァ県の国有地を与えられていた。シャルロッテは自立した女性というだけでなく、下品で非礼で挑発的であると語られた。ある時には黒馬を立てた高価な馬車で首都の目抜き通りを駆け抜けて注目を集めたこともあった。
私生活では騎兵隊の騎手アドルフ・フレドリク・ハイトミュラーに恋をしていたが、ハイトミュラーはシャルロッテがカールから贈られた宝石類を何度も質入れしていたと伝えられている。
シャルロッテは1799年に元海軍士官のアドルフ・グランホルムと結婚した。グランホルムはシャルロッテと同い年で、見栄えは良いが「牛のように愚か」と評されていた。シャルロッテはグランホルムの子を身籠もったが、流産して心臓発作で亡くなった。
死後、元愛人のカールはグランホルムやシャルロッテの母の抗議にもかかわらず、シャルロッテが自分に借金をしており、その額はシャルロッテの財産全てに相当すると主張して、その財産を没収した。これもカールにとってまったく王族らしからぬスキャンダルとなった。ただし、シャルロットの葬儀は壮大なものとなった。